# Pietro Francesco
Pietro Francesco (fl. XV-XVI secolo) fu un architetto italiano attivo in Russia tra la fine del XV secolo e l'inizio del XVI secolo.

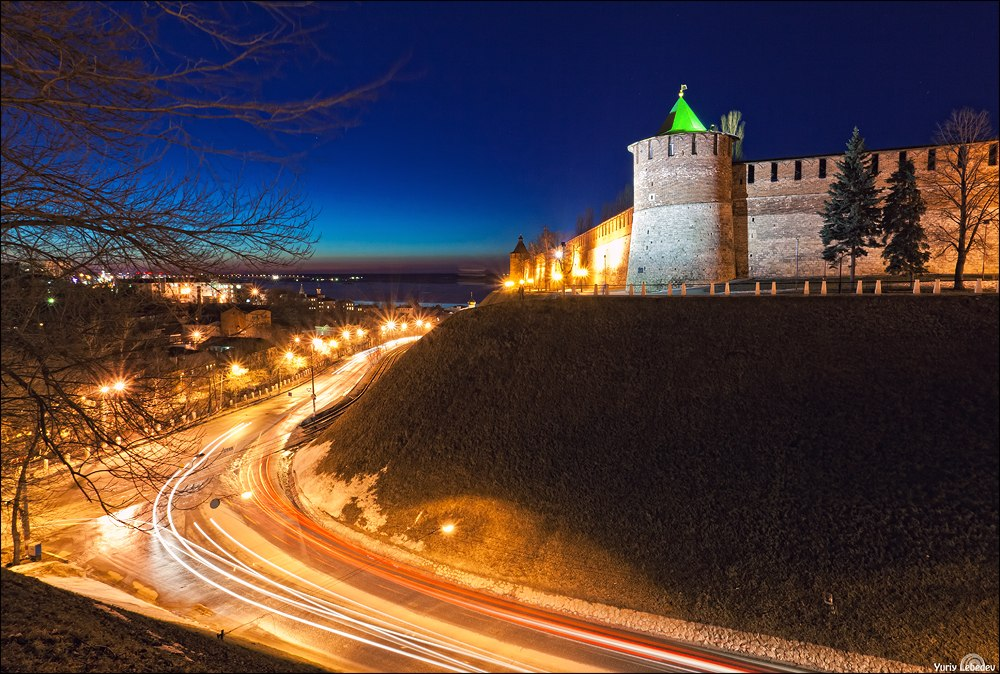
Il Cremlino di Nižnij Novgorod

Conosciuto anche con l'appellativo di Pietro Francesco Frjazin, lavorò alle dipendenze del sovrano Basilio III. Secondo le poche cronache che lo citano, l'architetto giunse a Mosca nel 1494. Tra il 1509 ed il 1511 fu impegnato nella costruzione dell'imponente Cremlino di Nižnij Novgorod, la struttura più importante a cui abbia lavorato e che fu ultimata nel 1515.